# 库尔代河

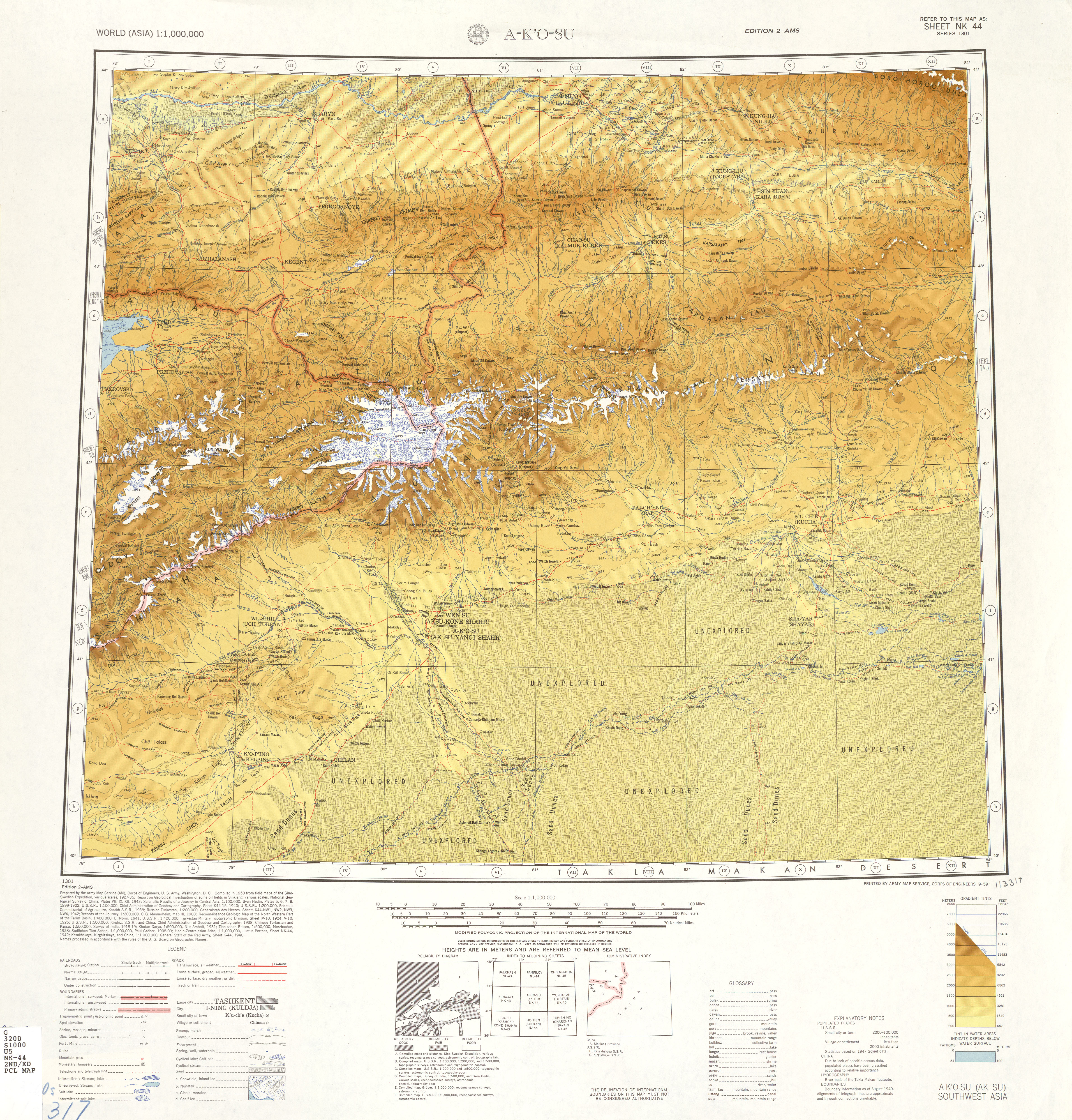
新疆西部地区的地形图，库尔代河在图中中部，标注为Kurdai。

库尔代河，位于中华人民共和国新疆维吾尔自治区伊犁哈萨克自治州特克斯县东南部的河流，为库克苏河右岸支流。发源于比依克山脊处的库尔代达坂附近，自源头由东南向西北流经20千米转向西流，约流8千米转90度向南流，3.2千米后再右转90度又向西流，约24千米后左纳克希库什太河后转西北流，下行9.5千米后注入库克苏河下游的库什塔依电站水库。河流全长65.7千米，流域面积1125平方千米。整个流域地处著名的喀拉峻草原范围，为著名的天然草场和风景名胜。